# Prins (film)
Prins is een Nederlandse film uit 2015. Het is de eerste langspeelfilm van de Nederlandse regisseur Sam de Jong. 
De film ging in Nederland in première op 25 juni 2015. Daarvoor werd de film, een coproductie van Vice Media, vertoond op 6 februari 2015 op het Internationaal filmfestival van Berlijn 2015 en op 4 april 2015 op het Filmfestival van Boedapest 2015. In Berlijn kreeg de film een nominatie Kristallen Beer en regisseur De Jong een nominatie voor beste debutant. VPRO Cinema noemde de film het spetterende speelfilmdebuut van regisseur/scenarist Sam de Jong en acteur Ayoub Elasri een natuurtalent.

## Rolverdeling
- Oussama Addi als Oussama
- Elsie de Brauw als Saskia
- Ayoub Elasri als Ayoub
- Olivia Lonsdale als Demi
- Achraf Meziani als Achraf
- Jorik Scholten als Franky
- Sigrid ten Napel als Laura
- Freddy Tratlehner als Kalpa